# Ludvig Norman

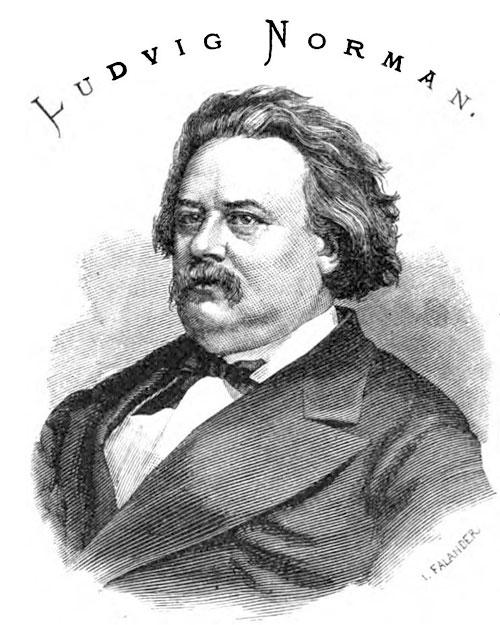
Ludvig Norman

Ludvig Norman (* 28. August 1831 in Stockholm; † 28. März 1885 in Stockholm) war ein schwedischer Komponist, Dirigent, Pianist und Musiklehrer. Er zählt neben Franz Berwald und Adolf Fredrik Lindblad zu den bedeutendsten schwedischen Sinfonikern des 19. Jahrhunderts.

## Leben
Norman erhielt seine erste Ausbildung bei Lindblad und studierte 1848 bis 1852 am Konservatorium in Leipzig, wo er auch Robert Schumann kennenlernte. Seit 1857 unterrichtete er an der Königlich Schwedischen Musikakademie Stockholm. 1860 wurde er Dirigent der Nya harmoniska sällskapet, 1861 Opernkapellmeister. 1864 heiratete er die Violinistin Wilhelmine Neruda. Deren Sohn Ludwig Norman-Neruda war ein bekannter Alpinist, der 1898 in den Dolomiten an den Folgen eines Absturzes starb.  Ab 1881 dirigierte er die Chorkonzerte der Musikvorenigen.
Norman komponierte neben Kammermusik in unterschiedlicher Besetzung vier Sinfonien, vier Ouvertüren, vier Bühnenmusiken und Kantaten sowie eine große Anzahl von Liedern und Chören.